# Eroi senza patria
Eroi senza patria (The Three Musketeers) è un serial cinematografico del 1933 diretto da Colbert Clark e Armand Schaefer.
È un film d'avventura statunitense in 12 episodi con Jack Mulhall, Raymond Hatton, Ralph Bushman e John Wayne. È una versione contemporanea del romanzo I tre moschettieri di Alexandre Dumas (padre) ambientata nel Nord Africa.  I moschettieri sono soldati della legione straniera francese e D'Artagnan (il tenente Tom Wayne interpretato da John Wayne) è un aviatore militare degli Stati Uniti.

## Produzione
Il film, diretto da Colbert Clark e Armand Schaefer su una sceneggiatura di Norman S. Hall, Colbert Clark, Barney A. Sarecky, Bennett Cohen e Wyndham Gittens con il soggetto di Alexandre Dumas (padre), fu prodotto da Nat Levine per la Mascot Pictures.

## Distribuzione
Il film fu distribuito con il titolo The Three Musketeers negli Stati Uniti dal 7 aprile 1933 al cinema dalla Mascot Pictures.
Alcune delle uscite internazionali sono state:
- nel Regno Unito nel 1933
- in Spagna il 7 ottobre 1946 (Los tres mosqueteros del desierto)
- in Portogallo il 15 settembre 1947 (Os Três Mosqueteiros)
- in Germania (Die drei Musketiere)
- in Francia (Les trois mousquetaires)
- in Brasile (Os três Mosqueteiros)
- in Polonia (Trzej muszkieterowie)
- in Italia (Eroi senza patria)

## Promozione
La tagline è: "A Story of the Modern Escapades of the Most Famous Adventurers in all Fiction!".

## Critica
Secondo il Morandini "gli schemi avventurosi della Legione Straniera erano già collaudati. ".